# Wilfrid II
Wilfrid II ou Wilfrid le Jeune est évêque d'York de 714 environ à 732. Il est appelé ainsi pour le distinguer de son prédécesseur et homonyme Wilfrid.

## Biographie
Après avoir reçu l'enseignement d'Hilda de Whitby, Wilfrid devient le disciple de Jean de Beverley, qui le choisit pour lui succéder à la tête de l'évêché d'York. Il abdique après dix-huit ans d'épiscopat et meurt à Ripon le 29 avril 744 ou 745. Il est considéré comme saint et fêté le 29 avril , mais ne semble jamais avoir fait l'objet d'un culte particulièrement nourri.